# Masakra w więzieniu w Ołeniwce
Masakra w więzieniu w Ołeniwce – 29 lipca 2022 roku, podczas rosyjskiej inwazji na Ukrainę, zniszczono operowane przez Rosjan więzienie w Mołodiżnem koło Ołeniwki, 13 km od Doniecka w obwodzie donieckim, zabijając 53 ukraińskich jeńców wojennych i raniąc 75. Więźniami byli głównie żołnierze z kompleksu Azowstal, ostatniej ukraińskiej twierdzy podczas oblężenia Mariupola.
Zarówno władze ukraińskie, jak i rosyjskie oskarżyły się nawzajem o atak na więzienie. Sztab Generalny Sił Zbrojnych Ukrainy poinformował, że Rosjanie ostrzelali więzienie w celu ukrycia tortur i zabójstw ukraińskich jeńców wojennych, które w nim miały miejsce, i że przechwycono komunikaty wskazujące na winę Rosjan (m.in. z tzw. Grupy Wagnera). Władze rosyjskie odpowiedziały, że za eksplozję odpowiada rakieta HIMARS wystrzelona z terytorium Ukrainy.
Zdaniem ekspertów rosyjska wersja wydarzeń jest najprawdopodobniej fake newsem, ponieważ praktycznie nie ma szans na to, by widoczne uszkodzenia spowodowała rakieta HIMARS. Najbardziej prawdopodobną przyczyną wybuchu było urządzenie zapalające zdetonowane z wnętrza magazynu więziennego.

## Reakcje
Ministerstwo Spraw Zagranicznych Ukrainy odwołało się do Międzynarodowego Trybunału Karnego w sprawie ataku, który nazwało rosyjską zbrodnią wojenną. 
W oświadczeniu wydanym 29 lipca Josep Borrell, najwyższy urzędnik ds. stosunków zagranicznych Unii Europejskiej, obwinił Rosję za atak i nazwał go „przerażającym okrucieństwem” i „barbarzyńskim aktem”. Odniósł się również do filmu przedstawiającego rosyjskich żołnierzy dokonujących „ohydnego okrucieństwa” wobec ukraińskiego jeńca wojennego (tortury i kastracja).
Biały Dom 2 sierpnia 2022 r. wspomniał, że nowe informacje wywiadowcze wskazują, że Rosja pracuje nad sfabrykowaniem dowodów dotyczących masakry.  W sierpniu Rosja zaprosiła do ośrodka szereg rosyjskich mediów i aktora Stevena Seagala, gdzie wygłosiły oświadczenia popierające oficjalną rosyjską wersję ataku HIMARS.